# Corinna Scharzenberger

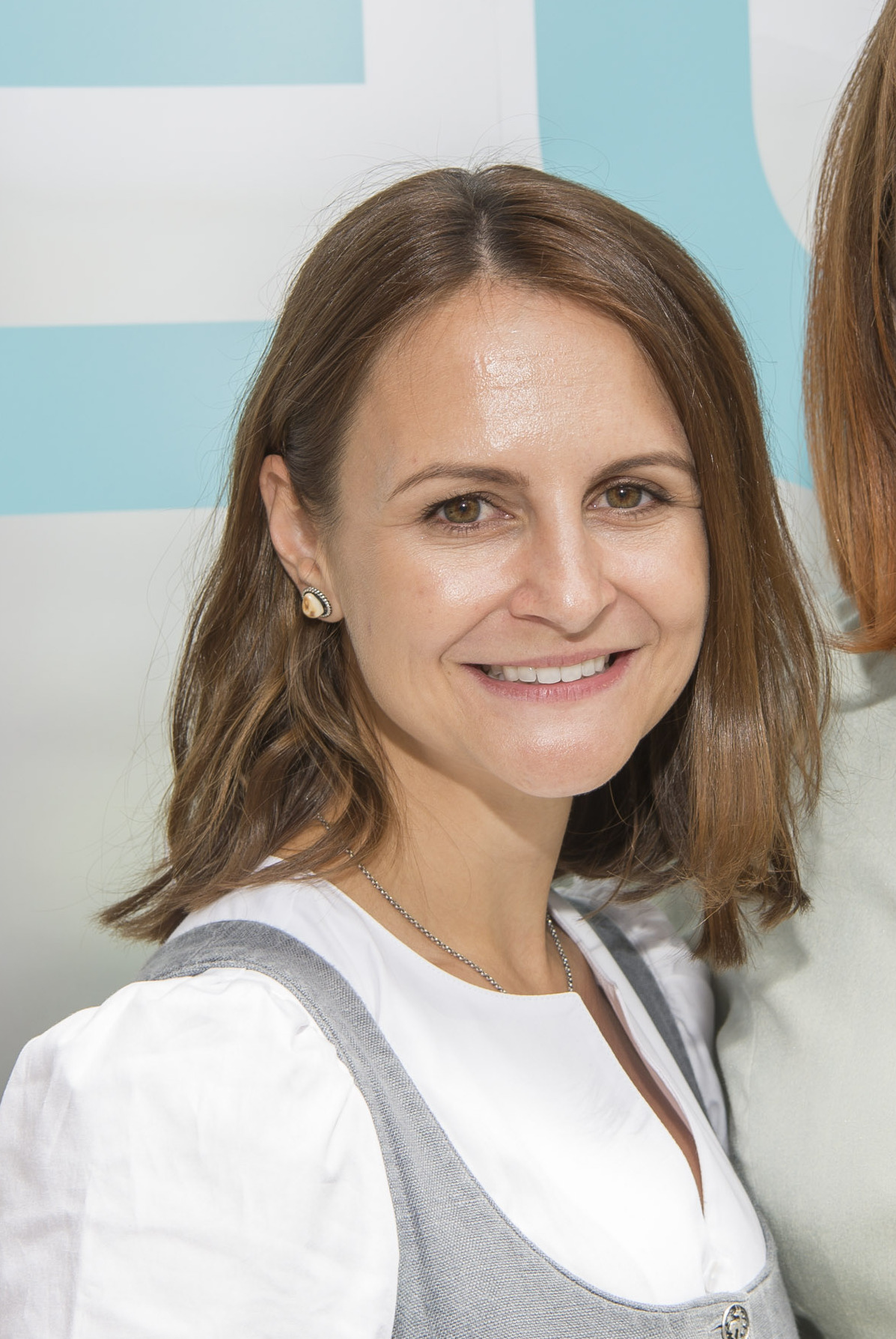
Corinna Scharzenberger im April 2019

Corinna Scharzenberger (* 24. Juni 1990 in Schladming) ist eine österreichische Politikerin (ÖVP). Vom 23. Oktober 2019 bis zum 23. Oktober 2024 war sie Abgeordnete zum Nationalrat. Im Februar 2025 wurde sie zur Direktorin des Österreichischen Bauernbundes bestellt.

## Leben

### Ausbildung und Beruf
Corinna Scharzenberger besuchte das Bundesgymnasium und Bundesrealgymnasium Stainach, wo sie 2008 maturierte. 2009 begann sie ein Studium der Rechtswissenschaften mit Wahlfachschwerpunkt in Strafrecht und Kriminologie an der Universität Wien, das Studium schloss sie 2013 als Magistra ab.
Neben dem Studium war sie als Servicekraft im Gastgewerbe sowie als Legal Assistent in einer Rechtsanwaltskanzlei tätig. 2013 folgte die Gerichtspraxis im Sprengel des Oberlandesgerichts Wien. Seit 2014 ist sie als Juristin der Agrarbezirksbehörde für die Steiermark in der Dienststelle Stainach beim Land Steiermark beschäftigt. 2016 begann sie ein Doktoratsstudium der Rechtswissenschaften. Scharzenberger lebt in Irdning-Donnersbachtal.

### Politik
Seit 2017 ist sie Bezirksobfrau des Jungen Angestellten- und Arbeitnehmerbundes Liezen sowie geschäftsführende Obfrau des Österreichischen Angestellten- und Arbeitnehmerbundes (ÖAAB) Steirisches Salzkammergut. Seit 2018 ist sie Organisationsreferentin der Jungen Volkspartei (JVP) im Bezirk Liezen, seit 2019 fungiert sie als Jugendreferentin des Jungen Angestellten und Arbeitnehmerbundes Steiermark. Im Bezirk Liezen fungiert sie außerdem als eine der Stellvertreterinnen von ÖAAB-Bezirksobmann und ÖVP-Bezirksparteiobmann Armin Forstner.
Sie kandidierte bei der Nationalratswahl 2017 für die ÖVP im Regionalwahlkreis Obersteiermark auf dem 16. Listenplatz sowie bei der Europawahl 2019 auf dem 12. Listenplatz. Bei der Nationalratswahl 2019 kandidierte sie für die ÖVP hinter Spitzenkandidat Andreas Kühberger als Listenzweite im Regionalwahlkreis Obersteiermark sowie auf Platz elf im Landeswahlkreis Steiermark. Am 23. Oktober 2019 wurde sie zu Beginn der XXVII. Gesetzgebungsperiode als Abgeordnete zum österreichischen Nationalrat angelobt. Im Dezember 2021 wurde sie Mitglied im ÖVP-Korruptions-Untersuchungsausschuss.
Für die Nationalratswahl 2024 wurde sie hinter Kurt Egger auf Platz zwei der Landesliste der ÖVP Steiermark gereiht. Bei der Wahl erhielt sie kein Mandat und schied mit 23. Oktober 2024 aus dem Nationalrat aus.
Im Februar 2025 wurde sie als Nachfolgerin von David Süß zur Direktorin des Österreichischen Bauernbundes bestellt.